# Kevin Molino
Kevin Molino (Quezaltepeque, 1990. június 17. –) visszavonult Trinidad és Tobagó-i válogatott labdarúgó.

## Sikerei, díjai
Columbus Crew
- MLS
  - Bajnok (1): 2023

## Család
Féltestvére, Dwane James szintén labdarúgó. Jelenleg a guatemalai Antigua GFC játékosa.